# Lunga vita all'impero
Lunga vita all'impero è un romanzo storico di Simon Scarrow ambientato nel 55 d.C., pubblicato in Italia nel settembre del 2019 dalla casa editrice Newton Compton.
È il diciassettesimo romanzo della Eagles of the Empire Series con protagonisti Macrone e Catone.

## Trama

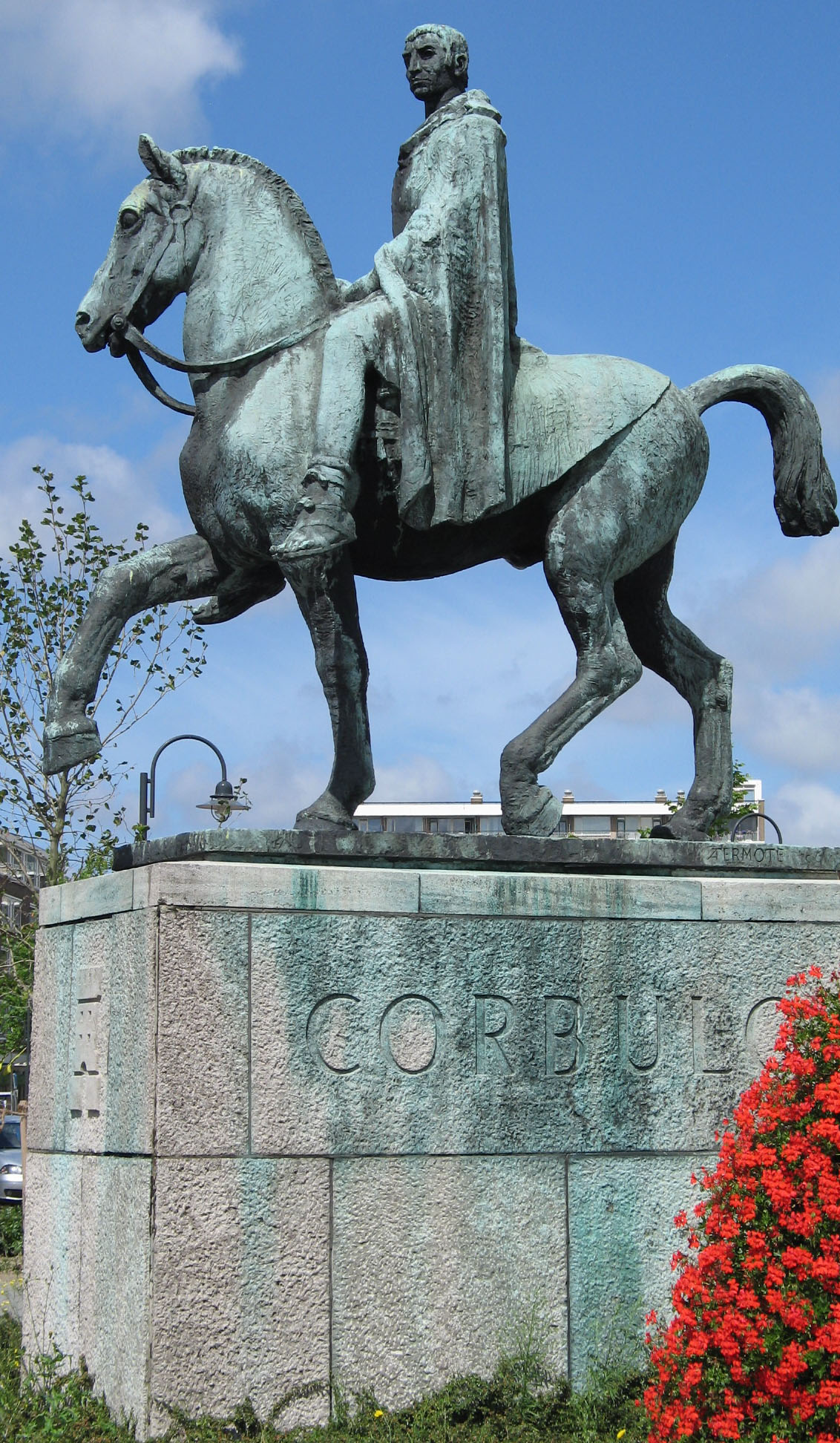
Statua equestre del Generale Corbulone a Voorburg nei Paesi Bassi

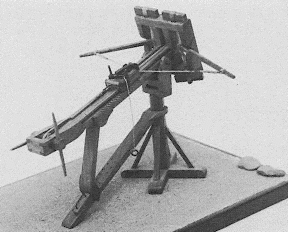
Balista romana, ampiamente utilizzata in tutti gli assedi da Catone e Macrone

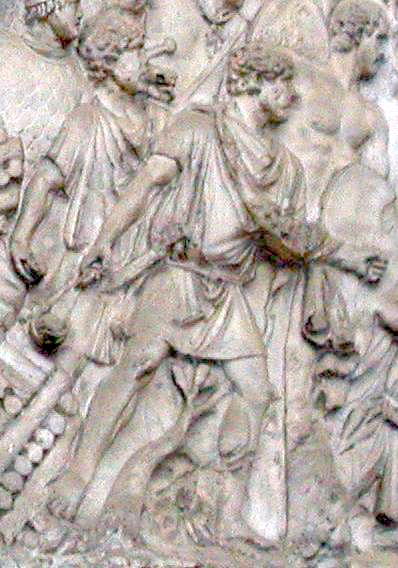
Frombolieri delle Baleari raffigurati sulla Colonna traiana. Utilizzati con successo da Catone durante tutta la campagna in Armenia

È il 55 d.C., secondo anno del regno dell'imperatore Nerone il quale sta pianificando una campagna militare per riportare sotto il controllo dei romani il Regno d'Armenia, e affida un forte esercito al veterano Corbulone. Nell'esercito, sono stati convocati anche il tribuno Catone ed il primo centurione Macrone, che fungeranno da protettori del generale, e sono giunti da Roma con la Seconda coorte della guardia pretoriana. 
L'esercito di Corbulone raggiunge Tarso, in Cilicia, nel mese di maggio e vi rimane un mese in attesa dell'arrivo del Governatore della Siria, con cui Corbulone deve stringere accordi per organizzare la campagna militare in Armenia. Una volta incontrato il Governatore Quadrato, Corbulone fa spostare due legioni, la Terza e la Sesta, dalla Siria a Bactris, per cominciare ad organizzare l'esercito da usare contro i Parti. A Catone, prima di giungere a Bactris, viene affidata la missione di portare la sua coorte ad Artaxata per scortarvi il principe Radamisto e rimetterlo sul trono. Quando Catone giunge a Bactris, si uniscono alle sue coorti circa 1500 uomini del seguito del principe ed alcune coorti di ausiliari tra cui un gruppo di frombolieri delle Baleari. A Macrone, durante la permanenza a Bactris, viene affidato il compito di addestrare gli iberici e riallineare alle pratiche legionarie corrette gli ausiliari siriani che da troppi anni non erano impegnati in battaglia.
Una volta organizzato il contingente, Catone e Macrone, con al seguito il principe Radamisto con la sua scorta di iberici, si muovono verso Artaxata. Una prima tappa viene fatta nella cittadina di Arbela, presso la quale vengono però intercettati dei predoni Parti, i quali si rifugiano in un fortino sulle rive dell'Eufrate, sponda del Regno Partico, e Catone organizza un assedio utilizzando gli onagri e le baliste che ha al seguito. Senza coordinarsi con i romani, il principe Radamisto prova un assalto con la cavalleria, che però non sortisce alcun effetto. Catone e Radamisto si scontrano verbalmente su chi debba coordinare la spedizione, ma quando sembra che il principe abbia accettato Catone quale comandante, accade un imprevisto. I parti del fortino si arrendono e Catone ordina di farli prigionieri e scortarli ad Antiochia. Radamisto non è assolutamente d'accordo, e nottetempo disarma i romani e fa uccidere tutti i prigionieri. Macrone prova ad intervenire, ma per non causare uno scontro con gli alleati, che potrebbe degenerare in qualcosa di molto più grave, si vede costretto ad assistere impotente. Da questo momento, i rapporti tra i due contingenti diventano totalmente formali e non vi è più alcuna interazione tra i soldati.
Giunti nei pressi della cittadina di Ligea, Catone e Radamisto hanno un confronto, il primo vuole approcciare la città in maniera pacifica per eventualmente portarla dalla loro parte, mentre Radamisto, memore che parte dei residenti hanno appoggiato l'usurpatore detronizzandolo, vuole assediare la città e raderla al suolo. Radamisto sembra infine accettare la linea di Catone e gli offre una concubina per la notte, da scegliere fra tre ragazze che i suoi uomini hanno catturato in un villaggio qualche giorno prima. Catone inizialmente rifiuta poi accetta, pensando di togliere la ragazza dalle grinfie degli uomini di Radamisto, scegliendo quella di nome Bernisha. Catone però non fa in tempo a tornare ad i suoi alloggi che Macrone lo avvisa del mancato rientro della pattuglia del centurione Petilio, recatasi nei boschi per procurare legname e cacciagione. 
Dopo che Petilio ed i suoi venti uomini vengono trovati orrendamente mutilati, e degli emissari di Ligea comunicano a Radamisto che il brutale massacro è opera della guarnigione di parti che si trova in città, Catone cambia posizione e decide assieme a Radamisto di assediare Ligea e distruggerla completamente, senza risparmiare la vita a nessun abitante, per dare un segnale a tutti gli armeni, in vista dell'assedio da porre alla capitale Artaxata. L'assedio dura alcuni giorni, e l'utilizzo professionale di baliste ed onagri si rivela vincente. Una volta aperte le brecce nelle mura e penetrati all'interno del nucleo abitato, i romani e gli iberici si danno al massacro, allo stupro e al saccheggio di qualsiasi cosa viene a loro portata, e alla fine la città viene data alle fiamme.
Durante l'assalto a Ligea Catone uccide involontariamente un bambino e ne rimane traumatizzato tanto da dover essere sostituito al comando da Macrone, nel frattempo che il chirurgo provi a farlo rimettere da quello che sembra un esaurimento nervoso.
Catone e il suo seguito proseguono la marcia verso Artaxata con l'obiettivo di assediarla ove non avvenga una resa senza condizioni. Poco prima di raggiungere la capitale, Catone scopre che la sua serva Bernisha conosce e comprende sia il latino che il greco, la interroga quindi temendo che sia una spia dei Parti o addirittura di Radamisto, e la ragazza gli confessa che non è una spia e per essere creduta gli racconta quanto aveva sentito presso la tenda di Radamisto prima di essere assegnata a Catone, il massacro della pattuglia comandata dal centurione Petilio, avvenuto nei pressi di Ligea, non è stata opera dei Parti, ma degli iberi dietro ordine di Radamisto. Catone preferisce non rivelare a nessuno la grave scoperta, riservandosi di vendicarsi appena possibile. Giunti alle porte di Artaxata, Catone fa montare il campo per i legionari e predispone le macchine da guerra subito a ridosso delle mura, ma, inaspettatamente, gli abitanti della città aprono le porte al nuovo Re Radamisto, comunicandogli che gran parte della popolazione ha abbandonato la città al seguito dell'usurpatore ed del contingente di Parti. Preso il controllo della città Radamisto organizza una cena in cui invita i nobili e gli ufficiali romani oltre a Zenobia la sua consorte, quando la regina fa il suo ingresso nel salone Catone e Macrone scoprono che Zenobia non è altri che Bernisha, che infatti da quando sono giunti ad Artaxata è scomparsa. Catone rimane sconvolto ed in un confronto con la regina scopre che era una spia con l'obiettivo di monitorare le mosse dei romani e riferire a Radamisto.
Preso di nuovo il potere, Radamisto comincia ad eliminare sistematicamente tutti i sudditi che ritiene averlo tradito in occasione della sua deposizione. Il clima è incandescente: Catone non vede l'ora di lasciare la capitale, avendo concluso la sua missione, ed una mattina viene scorto un ingente esercito che marcia compatto verso la città. Radamisto si precipita con tutto il suo esercito ad affrontare la nuova minaccia, ma cade in un'imboscata e si salva solo lui con pochissimi della sua scorta. Frattanto, i romani riescono a percepire il tranello giusto in tempo per non essere anche loro sopraffatti, e si rifugiano nei resti del campo che loro stessi avevano allestito alle porte della città.
I nobili, preso il potere in città, pongono a Catone delle condizioni di resa molto favorevoli, che il tribuno accetta senza ripensamenti, con l'unico obbligo di scortare Radamisto in Iberia per riconsegnarlo al padre. Catone assolve anche questa missione, e mentre prende la via per lasciare l'Iberia e tornare in Siria, viene a sapere che Radamisto è stato giustiziato dal padre. Rientrati in Siria, Corbulone, preoccupato per il fallimento della missione e nel conseguente tentativo di rimediare, accelera le operazioni per muovere guerra ai Parti e riconquistare l'Armenia.

## Personaggi
- Macrone: Primo Centurione della Seconda coorte della Guardia Pretoriana.
- Catone: Tribuno della Seconda coorte della Guardia Pretoriana.
- Nerone: Imperatore Romano dal 54 d.C., pronipote del defunto Claudio.
- Lucio Licinio: Figlio di Catone e della defunta Giulia.
- Licinia Petronilla: Balia di Lucio e fidanzata di Macrone.
- Gneo Domizio Corbulone: Comandante dell'esercito della parte orientale dell'Impero.
- Gaio Ummidio Durmio Quadrato: Governatore della Siria.
- Gaio Amato Pinto: Questore, facente parte del seguito di Quadrato.
- Vologase: Re della Partia.
- Tiridate: Re dell'Armenia, fratello del re Vologase.
- Radamisto: Principe iberiano deposto dal trono d'Armenia.
- Farasmane: Re dell'Iberia, padre di Radamisto.
- Vardane: Principe partico, figlio del re Vologase.
- Sporace: Generale dell'esercito partico.
- Mithraxes: Ambasciatore armeno alla corte dei parti.
- Arghalis: Ciambellano alla corte di re Tiridate.
- Zenobia: Moglie di Radamisto.
- Bernisha: Schiava armena assegnata al servizio di Catone.
- Narsete: Interprete iberiano.

- Ignazio: Centurione della Seconda coorte della Guardia Pretoriana.
- Nicolis: Centurione della Seconda coorte della Guardia Pretoriana.
- Placino: Centurione della Seconda coorte della Guardia Pretoriana.
- Porcino: Centurione della Seconda coorte della Guardia Pretoriana.
- Metello: Centurione della Seconda coorte della Guardia Pretoriana.
- Petilio: Centurione della Seconda coorte della Guardia Pretoriana.
- Pasito: Tribuno della Terza coorte ausiliaria di frombolieri balearici.
- Spiracus Keranus: Centurione promosso da Catone a comandante della Terza coorte ausiliaria di frombolieri balearici.
- Marcello: Optio della Seconda coorte della Guardia Pretoriana.
- Gannico: Optio della Seconda coorte della Guardia Pretoriana.
- Terzo: Optio della Seconda coorte della Guardia Pretoriana.
- Lico: Optio dell Terza coorte ausiliaria di frombolieri balearici.
- Rutilio: Vessillifero della Guardia Pretoriana.
- Gaio Glabio: Fromboliere, della Terza coorte ausiliaria di frombolieri balearici.
- Tito Boreno: Legionario della Seconda coorte della Guardia Pretoriana.
- Abdagase: Tesoriere reale.
- Yusef: Argentiere ebreo e padrone di casa di Catone.
- Granicolo: Quartiermastro del presidio romano di Bactris.

## Ambientazione
| Anno    | Età Macrone | Età Catone | Ambientazione |
| ------- | ----------- | ---------- | ------------- |
| 55 d.C. | 47 anni     | 30 anni    | SiriaArmenia  |

## Edizioni
- Simon Scarrow, Lunga vita all'impero, traduzione di Lorena Aristide e Rosa Prencipe, collana Nuova Narrativa Newton, Newton Compton, 26 settembre 2019,  p. 384, ISBN 978-88-227-3592-8.
- Simon Scarrow, Lunga vita all'impero, traduzione di Lorena Aristide e Rosa Prencipe, collana Gli Insuperabili Gold, Newton Compton, 11 marzo 2021,  p. 384, ISBN 978-88-227-4754-9.

## Analisi
Lunga vita all'impero vede il ritorno di Macrone e Catone in Siria, ed in conflitto con i Parti, dopo ben otto romanzi. Vi sono già stati durante le gesta narrate nei due romanzi consecutivi L'aquila dell'impero ed Il Centurione. Il Centurione fu anche il primo romanzo di Simon Scarrow tradotto e pubblicato in Italia nel 2009.
È il terzo romanzo consecutivo in cui compare il personaggio di Licinia Petronilla, balia del figlio di Catone. I due romanzi precedenti sono L'armata invincibile e La spada dell'impero.